# Косыгинская
Косыгинская — река на полуострове Камчатка в России. Длина реки — около 35 км. Протекает по территории Усть-Камчатского района.
Начинается на северо-западном склоне вулкана Шивелуч. Течёт в северо-западном направлении через берёзово-лиственничный лес, оставляя по левому берегу урочище Тундра Казачья. Впадает в реку Еловка слева на расстоянии 94 км от её устья на высоте ниже 68,9 метра над уровнем моря.
В реке постоянно обитают микижа, кунджа.
По данным государственного водного реестра России относится к Анадыро-Колымскому бассейновому округу.
- Код водного объекта — 19070000112120000016780[2].

Притоки:
- левые: Холмовой (ручей)